# Flogeken
Flogeken är en glaciär i Antarktis. Den ligger i Östantarktis. Norge gör anspråk på området. Flogeken ligger 1 851 meter över havet.
Terrängen runt Flogeken är varierad.  Trakten är obefolkad. Det finns inga samhällen i närheten. 